# زودندورف
زودندورف (به آلمانی: Suddendorf) یک منطقهٔ مسکونی در آلمان است که در شوترتوف واقع شده‌است. زودندورف ۱٬۰۸۹ نفر جمعیت دارد.